# Neda Andrić
Neda Andrić, rođena Kauzlarić (Ogulin, 25. kolovoza 1927. – 13. siječnja 2010.) bila je prva riječka gradonačelnica. Bila je i potpredsjednica Kotarske skupštine Kotara Rijeka (1963.), poslanica Kulturno-prosvjetnog vijeća Savezne skupštine (1963.) i zastupnica Republičkog vijeća Sabora SR Hrvatske, u kojem je od 1974. do 1978. bila i predsjednica Vijeća,  predsjednica ekonomista Hrvatske, osnivačica više fakulteta u Rijeci i fakultetska profesorica. Prof. dr. sc. Neda Andrić bila je i prva dekanice Fakulteta za menadžment u turizmu i ugostiteljstvu u Iki, a na čelu ove institucije bila je od 1984. do 1990. godine.

## Gradonačelnica
Prof. dr. sc. Neda Kauzlarić Andrić bila je predsjednica općinske skupštine Rijeka, tj. gradonačelnica između 1969. i 1974. godine. Tijekom njenog mandata Rijeka počinje vršiti velika ulaganja u promet, turizam i industriju. Sudjelovala je u osnivanju Ekonomskog, Pravnog i Hotelijerskog fakulteta te je autorica brojnih znanstvenih radova.  Među izgrađenim objektima iz tog doba se nalazi cesta od Urinja do Rupe duga 37 kilometara, više desetaka školskih i športskih objekata, Zračna luka Rijeka, lučki takozvani kontejnerski terminal,  tvornica motora za brodove u 3. maju, prva dionica autoceste u Jugoslaviji, 6000 stanova, prvi moderni trgovački centar (Robna kuća Korzo), ali za kraj i kontroverzna Koksara koja je postala veliki zagađivač Kvarnera.
Grad Rijeka je za njenog mandata postao prvi grad u SFRJ koji je davao besplatne udžbenike učenicima osnovnih škola,  a pokrenuta je i akcija stavljanja žute marame prvoškolcima u svrhu sigurosti u prometu koja se kasnije proširila cijelom zemljom.